# إيلي كاتس
إيلي كاتس (بالإنجليزية: Elie Y. Katz)‏ هو عمدة أمريكي، ولد في 16 يوليو 1974 في تينيك (نيوجيرسي) في الولايات المتحدة.

## وصلات خارجية
- الموقع الرسمي